# Naineris quadricuspida
Naineris quadricuspida är en ringmaskart som först beskrevs av Fabricius 1780.  Naineris quadricuspida ingår i släktet Naineris och familjen Orbiniidae. Arten är reproducerande i Sverige. Inga underarter finns listade i Catalogue of Life.